# Rebecca Gilmore
Rebecca Gilmore (Sídney, Australia, 13 de junio de 1979) es una clavadista o saltadora de trampolín australiana especializada en plataforma de 10 metros, donde consiguió ser medallista de bronce olímpica en 2000 en los saltos sincronizados.

## Carrera deportiva
En los Juegos Olímpicos de 2000 celebrados en Sídney (Australia) ganó la medalla de bronce en los saltos sincronizados desde la plataforma de 10 metros, con una puntuación de 301 puntos, tras las chinas y las canadienses, siendo su pareja de saltos Loudy Tourky.